# Линаярв
Линаярв (на естонски: Linajärv) е езеро в Западна Естония. То е част от резервата Кооруномме лоодускаицеала.
Площта на езерото е 0,031 km2, а бреговата линия е с дължина 1148 m.